# Oliver Russell
Arthur Oliver Villiers Russell, 2.º Barão Ampthill, GCSI, GCIE, DL, JP (Roma, 19 de fevereiro de 1869 – Londres, 7 de julho de 1935) foi um nobre britânico, atleta de remo e administrador, que serviu como Governador de Madras de outubro de 1900 até fevereiro de 1906 e atuou como Vice-rei da Índia de abril a dezembro de 1904.
Russell serviu como Secretário Adjunto Particular para Joseph Chamberlain de 1895 a 1897 e, em seguida, como Secretário Particular de 1897 a 1900, quando foi nomeado Governador de Madras. Russell também serviu como vice-rei da Índia, de abril a dezembro de 1904, quando Lorde Curzon foi reeleito para um segundo mandato.

## Juventude
Oliver Russell, nasceu em Roma, filho mais velho do 1º Barão Ampthill e de Emily Theresa (Villiers), dama de companhia da Rainha Vitória e filha do 4º Conde de Clarendon. Foi educado em Chignell e Eton e se formou em New College, Oxford, em 1898, com honras de terceira classe na história moderna.

## Política
Em 1895, Russell foi nomeado Secretário Assistente do Secretário Colonial Joseph Chamberlain e promovido a Secretário Particular em 1897.
Este último posto nunca se tornou permanente, e Russell se viu cada vez mais envolvido com os cidadãos indianos e com os nativos do sul e leste da África, e em desacordo com o Governo britânico. Durante a guerra de 1914–1918, Lorde Ampthill comandou um batalhão do regimento de Leicestershire e dois do regimento de Bedfordshire, na França.

## Governador de Madras

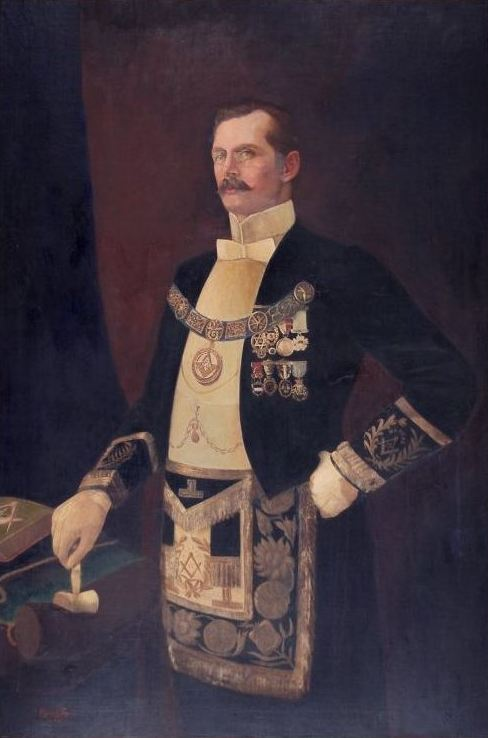
Um retrato de Lorde Ampthill, de 1905, feito por Ravi Varma.

Russell foi nomeado Governador de Madras em 5 de setembro de 1900. Aos trinta e um anos de idade, Russell foi o mais jovem a tornar-se governador de Madras. Russell serviu de 1900 a 1906, seu mandato quase coincidiu com o de George Curzon, 1.° Marquês Curzon de Kedleston como vice-rei da Índia. Como governador, inaugurou o Instituto do Rei em Madras. Russell também inaugurou a Cochin State Forest Tramway em 3 de outubro de 1905. Em 4 de dezembro de 1903, inaugurou o Rangaraya Medical College em Kakinada.
Durante o mandato de Russell, o Movimento Oriya para a criação de uma província separada de Orissa ganhou força. Porém, Russell, como governador de Madras, era duramente contra às demandas de separação dos distritos de Vizagapatam e Ganjam, de população de língua oriya, de Madras.

## Vice-rei da Índia
Quando o mandato de Lorde Curzon chegou ao fim em 1904, Russell foi escolhido para atuar como vice-rei da Índia até a nomeação de um novo vice-rei. Russell serviu de abril a dezembro de 1904 como vice-rei da Índia. Durante seu mandato, os proponentes de uma província separada de Orissa apresentaram uma petição com essa intenção para Russell. Porém, Russell rejeitou todos os pedidos para a criação de uma província separada de Orissa, que incluía nela áreas da Presidência de Madras.
Como vice-rei, Russell foi leal a Curzon e com sucesso rebateu os esforços de St John Brodrick, 1º Conde de Midleton, o Secretário de Estado para a Índia, que queria introduzir políticas anti-Curzon. No entanto, ele não teve sucesso contra o Lorde Kitchener, que aumentou sua influência sobre o departamento militar.

## Últimos anos
Ao retornar para a Inglaterra em 1906, Russell assumiu a causa dos indianos que viviam na África do Sul. Presidiu um comitê consultivo sobre estudantes indianos no Reino Unido, mas discordou do Secretário de Estado para a Índia, John Morley, sobre a questão das reformas constitucionais. Em 1909, Russell escreveu uma introdução para o livro de Joseph Doke M. K. Gandhi: an Indian Patriot in South Africa.
Em 13 de julho de 1909, Lorde Ampthill foi nomeado Deputy Lieutenant de Bedfordshire. Participou da Primeira Guerra Mundial, durante a qual foi duas vezes mencionado nos despachos, e foi um dos fundadores do Partido Nacional em 1917. Aposentou-se do serviço em 1926 com o posto de coronel.
Lorde Ampthill morreu de pneumonia em 7 de julho de 1935.

## Vida pessoal
Em 6 de outubro de 1894, Ampthill casou com Margaret Lygon, filha do 6º Conde Beauchamp em Madresfield, Worcestershire e tiveram cinco filhos:
- John Russell, 3º Barão Ampthill (1896-1973);
- Sir Guy Russell (1898-1977);
- Phyllis Margaret Russell, OBE (3 de junho de 1900 - ca. 24 de maio de 1998);
- Edward Wriothesley Curzon Russell, OBE (2 de junho de 1901 - 1982);
 casou com a Baronesa Barbara Korff;
- Leopold Oliver Russell, CBE, TD (26 de janeiro de 1907 - 1988).

Foi sucedido no baronato por seu filho mais velho, John Russell.

## Esporte do remo

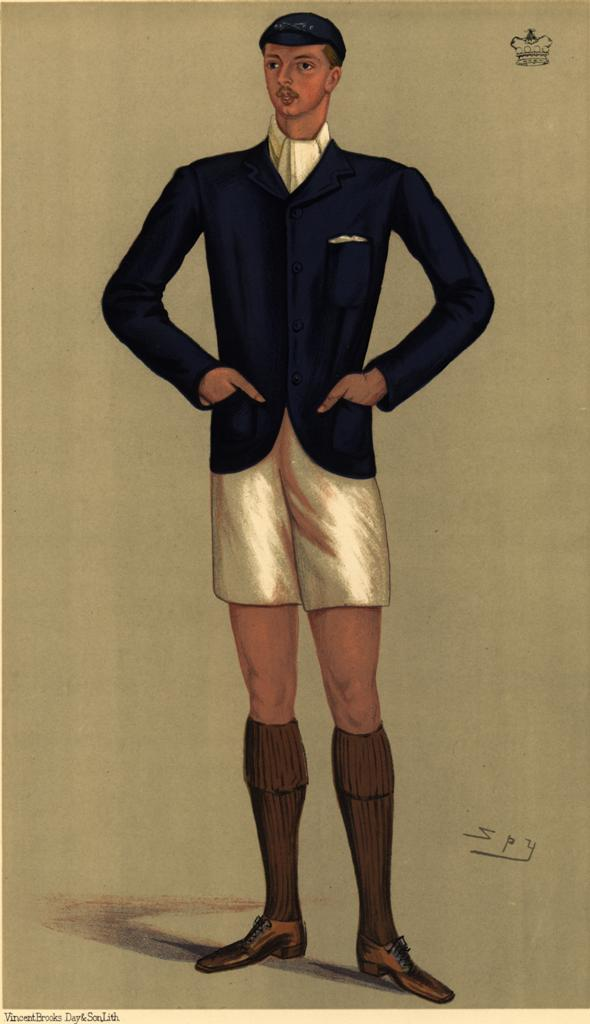
Caricatura de Oliver Russell como presidente do Oxford University Boat Club

Lorde Ampthill começou a praticar remo em Eton. Seu recorde no remo foi um dos mais longos do seu tempo em Eton.
Enquanto frequentou o New College, Oxford, Ampthill competiu por Oxford três vezes contra Cambridge na regata de barcos (de 1889 a 1891), vencendo duas vezes. Foi presidente do OUBC e do Oxford Union em 1891.
Depois de Oxford, praticou remo no Leander Club por um tempo curto, em seguida, transferiu-se para o Londres Rowing Club, tornando-se presidente do clube em 1893, cargo que ocupou por quase quarenta anos, até sua morte em 1935.

## Comitê Olímpico Internacional
Entre 1894 e 1898, Lorde Ampthill foi membro do original Comitê Olímpico Internacional.

## Condecorações
Russell recebeu a insígnia de Grande Cavaleiro Comandante em 28 de dezembro de 1900, pouco antes de sua partida para a Índia e a de GCSI em 2 de setembro de 1904.